# Paranzano
Paranzano is een plaats (frazione) in de Italiaanse gemeente Casperia.